# Heinrich Schäfer (Politiker, 1794)
Heinrich Christian Schäfer (* 17. November 1794 in Neersen; † 4. Mai 1870 ebenda) war ein deutscher Gastwirt und Politiker.
Schäfer war der Sohn des Mittelköthners Johann Henrich Schäfer (1767–1811) und dessen Ehefrau Anna Dorothea, geborene Schulz (1772–1811). Er heiratete am 28. Januar 1819 in Merxhausen Katharine Louise Friederike Lindemann (1798–1866). Schäfer war Richter, später Bürgermeister in Neersen, Mittelköthner, Gastwirt und Zigarrenfabrikant, ebenfalls in Neersen.
1849 bis 1859 war er Abgeordneter im Spezial-Landtag für das Fürstentum Pyrmont.